# جرذاوية كنغرية
الجرذاوية الكنغرية (الاسم العلمي: Dipodomyini) هي قبيلة من الحيوانات تتبع فصيلة الفئران المتغايرة من رتبة القوارض.

## أجناس
قبيلة الجرذاوية الكنغرية تضم جنسين غير منقرضين فقط هما:
- جرذ كنغري ويضم 21 نوعاً
- فأر كنغري ويضم نوعين فقط